# Radio Mittendrin
Radio Mittendrin – polsko-niemiecka internetowa stacja radiowa założona w 2006 roku. Siedziba radia mieści się w budynku Towarzystwa Społeczno-Kulturalnego Niemców Województwa Śląskiego w Raciborzu.
Radio Mittendrin jest finansowane ze środków polskiego Ministerstwa Administracji i Cyfryzacji oraz Instytutu IFA ze Stuttgartu.

## Audycje
Radio Mittendrin współpracuje między innymi z rozgłośnią Deutsche Welle i transmituje jej audycje Kalenderblatt („Kartka z kalendarza”) oraz Studio DW (program o studiowaniu i badaniach naukowych w Niemczech). Radio współpracuje także z innymi rozgłośniami z Niemiec i Austrii, transmitując magazyn młodzieżowy Funkschatten z Wiednia, Sternzeit z Kolonii oraz audycję dla dzieci z Radijojo.
Pozostałe audycje to m.in. godzinny magazyn młodzieżowy Mittendrin oraz koncert życzeń Deutsche Stimme aus Ratibor („Niemiecki głos z Raciborza”).

## Projekty
Rozgłośnia uczestniczy regularnie w międzynarodowych projektach, takich jak Polsko-Czeskie Warsztaty Młodzieżowe oraz Polsko-Nimecki Projekt Współpracy z Radijojo